# Башня Вобана
Башня Вобана (фр. Tour Vauban), также известная как башня де Камаре ― это многоугольное оборонительное сооружение высотой 18 метров, построенное по плану Себастьена Вобана в Камаре-сюр-Мер как часть укреплений Гуле-де-Брест.
Башня имеет четыре уровня и окружена стенами и артиллерийской батареей, вмещающей 11 пушек. Также рядом с башней находится литейный завод по производству пушечных ядер, построенный в период Великой французской революции.

## История
Сооружение было спроектировано Вобаном в 1689 году, а строительство контролировал военный инженер Жан-Пьер Траверс с 1693 по 1696 годы. Во время победы французов в битве при Камаре артиллерийская батарея была вооружена только девятью 24-фунтовыми пушками и тремя мортирами, стреляющими 30-сантиметровыми ядрами.
7 июля 2008 года башня Вобана была включена в список всемирного наследия ЮНЕСКО.